# 末端交雑
末端交雑（まったんこうざつ、英: Terminal crossbreeding）は、畜産で用いられる繁殖方法である。2つ異なる品種を交配（交雑）させ、その交配から生まれた雌の子孫を第3の品種の雄（止め雄）を交配することで生産される。
最初の交雑では、雑種強勢により優れた動物が生まれる可能性が高い。多くの場合、この交配は循環交配計画の一部であり、末端交雑も組み込まれている場合は輪番交配と呼ばれる。交配種に第3の品種と交配させることで、雑種強勢がさらに強化される可能性がある。